# بردوی
بردوی (به صربی: Berduj) یک منطقهٔ مسکونی در صربستان است که در Opština Babušnica واقع شده‌است. بردوی ۱۵۷ نفر جمعیت دارد.